# له هونگ‌آن
له هونگ‌آن (به ویتنامی: Lê Hồng Anh)
 (زاده ۱۲ نوامبر ۱۹۴۹) وزیر امنیت عمومی ویتنام بود.